# Jiří Fadrný
Jiří Fadrný (*1972 v Brně) je kytarista, zpěvák, skladatel a kapelník skupiny Svítání. Mimo jiné 7 let účinkoval v Českém filharmonickém sboru Brno a působil také ve sboru Masarykovy univerzity v Brně Gaudeamus. Je autorem většiny skladeb skupiny Svítání. Jeho vzdálený bratranec Addie Fadrny je zpěvák v kapele The Bohemian. 